# Ciszyca Górna (gromada)
Ciszyca Górna (do 31 I 1972 Ciszyca Dolna) – dawna gromada, czyli najmniejsza jednostka podziału terytorialnego Polskiej Rzeczypospolitej Ludowej w latach 1954–1972.
Gromady, z gromadzkimi radami narodowymi (GRN) jako organami władzy najniższego stopnia na wsi, funkcjonowały od reformy reorganizującej administrację wiejską przeprowadzonej jesienią 1954 do momentu ich zniesienia z dniem 1 stycznia 1973, tym samym wypierając organizację gminną w latach 1954–1972.
Gromada Ciszyca Górna z siedzibą GRN w Ciszycy Górnej powstała 1 lutego 1972 w powiecie lipskim w woj. kieleckim w związku z przeniesieniem siedziby gromady Ciszyca Dolna z Ciszycy Dolnej do Ciszycy Górnej i przemianowaniem jednostki na gromada Ciszyca Górna.
Była to ostatnia gromada utworzona w Polsce.
Gromada przetrwała do końca 1972 roku (jedenaście miesięcy), czyli do kolejnej reformy gminnej.